# 公共神學
公共神學（Public theology）是指基督教參與社會，讓教會和社會對話的基督教神學。公共神學尋求國家的福祉，並且建立對所有人公平的社會，其作法是參與公眾關注的議題，以建構共同利益。公共神學是和社會對話的神學，不是單單只對社會說話的神學。其作法是表達基督教的立場，讓社會大眾可以清楚瞭解，進而可以面對公眾的評論以及批判性的問題。

## 關鍵發展
「公共神學」一詞最早是由馬丁·馬蒂提出，和公民宗教相對。公民宗教比較重視宗教和國家之間的關係，公共神學是以基督教的立場為基礎，其特點是會考慮其對社會和國家的貢獻。
大衛·特蕾西曾問到「公共神學」中的「公共」（public）是指什麼。他識別出有三個公眾群體是公共神學試圖要與其對話的：社會、學術界及教會。針對這些公眾群體，他建議所使用的語言及理據都要是所有人可以公開取得的，不是只使用神學上的精英術語。在大衛·特蕾西識別了這三個公眾群體後，也有其他人識別出其他的公眾群體，例如經濟、法律、市場、媒體及其他的宗教群體。
Harold Breitenberg建議大部份的公共神學都可以分為以下三類。第一類是主要公共神學家的研究，以及他們對主題的瞭解方式。第二類是在公共神學的本質及型態上的討論。最後是「建議性的公共神學」，也就是在公共神學上的實際作法。前二類是將公共神學視為一個研究領域，最後一類則是實務的應用。
著名的公共神學家包括有迪特里希·潘霍華、威廉·湯樸、马丁·路德·金、戴斯蒙·屠圖、于爾根·莫特曼、羅納德·法蘭克·蒂曼、多蘿泰·索萊、約翰·考特尼·穆雷、雷茵霍尔德·尼布尔、鄧肯·佛雷斯特、馬克斯·斯塔克豪思及塞巴斯蒂安·C·H·金（Sebastian C. H. Kim）。

## 共同特徵
雖然沒有有關公共神學的權威性定義或是權威書籍，不過或多或少可以找到一些公共神學的共同特徵。Katie Day和塞巴斯蒂安·金列出了六個公共神學的共同特徵。
1. 公共神學有類似耶穌道成肉身的特性，不僅僅限在教會，也和教會以外的人有關，公共神學意味著實際，而且關注社會生活的每一個層面。
2. 公共神學常會討論大眾參與的事，也會討論公共领域的本質。
3. 公共神學是跨領域的，因為它為了要和社會有關，需要接觸到其他領域的專業。
4. 公共神學和對話和批判有關，可能是來自教會的，也可能是來自社會的。
5. 公共神學是全球性的觀點，因為其中有許多議題是跨國的，例如移民、氣候變遷、難民等等。
6. 公共神學是要實現的，不是單單印在書上的知識。這個領域的神學不是先有理論，再來應用的，是在向社會表達的過程中，發展以及演進的神學[15]。

## 和政治神學的比較
公共神學和政治神學有許多共同點。這兩種神學都強調社會正義，以及基督徒在公共領域及政治領域的參與，這兩種神學也認為基督教信仰不只是個人的虔誠而已，也可以建立社會的和平、正義及共同利益。
公共神學和政治神學也有許多差異。政治神學在追求社會轉型時會比較激進，甚至會被危機感所驅使。相反的，公共神學比較溫和，希望透過社會分析、公眾對話、塑造社會道德結構來漸漸改變社會。政治神學的革命性比較強，而公共神學比較著重改革性。
政治神學是比較針對國家中的政府，公共神學比較著重公民社会。政治神學著重的是公正的政治系統，而公共神學著重的是給所有人，有開放對話的公正社會，而且可以建構共同利益。

## 批評
有關公共神學常見的批評是其關注的範圍過於廣泛，因為公共神學希望參與所有社會上關注的議題，因此有可能在議題太多而無法深入。因此，公共神學對議題的探討可能深度不足，也有可能因為缺乏必要的主題專業知識，導致缺乏學術的嚴謹度。關注範圍過廣也可能讓公共神學沒有針對性的方法，因為其中每一個議題可能都有不同的方法論。
另一個有關公共神學的批評是其本質上的困難度，一方面和公共相關，但另一方面，又保持基督信仰和世界不同之處。若太偏向其中一邊，可能和公共沒有關係，也可能就失去了基督徒的見證。這種張力在理論上是很好的，但在實務上很難以維持。

### 腳註
1. ↑  Day & Kim 2017，第14頁.
2. ↑  Forrester 2004，第6頁.
3. ↑  Marty 1974，第359頁.
4. ↑  Stackhouse, Max L. . Political Theology. 2004, 5 (3).
5. ↑  Tracy 1981，第3–5頁.
6. ↑  Stackhouse 1998，第166頁.
7. 1 2  Kim 2011，第19頁.
8. ↑  Benne 1995.
9. ↑  Kim 2011，第10–14頁.
10. ↑  Breitenberg 2003，第63頁.
11. ↑  Breitenberg 2003，第63–64頁.
12. ↑  Breitenberg 2003，第64頁.
13. ↑  Breitenberg 2003，第64–65頁.
14. ↑  Breitenberg 2003，第65頁.
15. ↑  Day & Kim 2017，第10–18頁.
16. ↑  Lee 2015，第57頁.
17. ↑  Lee 2015，第53頁.
18. ↑  Kim 2011，第22頁; Lee 2015，第54頁.
19. ↑  Bell 2015，第117頁.
20. ↑  Kim 2011，第23頁.
21. ↑  Kim 2011，第22頁.
22. ↑  Kim 2011，第20–25頁.
23. ↑  Kim 2011，第19, 25頁.
24. ↑  Kim 2011，第25頁.

### 文獻
- Benne, Robert. . Minneapolis, Minnesota: Fortress Press. 1995. ISBN 978-0-8006-2794-2.
- Breitenberg, E. Harold, Jr. . Journal of the Society of Christian Ethics. 2003, 23 (2): 55–96. ISSN 2326-2176. JSTOR 23561835.
- Day, Katie; Kim, Sebastian. . Kim, Sebastian; Day, Katie  (编). . Brill's Companions to Modern Theology 1. Leiden, Netherlands: Brill. 2017: 1–21. ISBN 978-90-04-33605-6. doi:10.1163/9789004336063.
- Forrester, Duncan B. . Studies in Christian Ethics. 2004, 17 (2): 5–19. ISSN 1745-5235. doi:10.1177/095394680401700209.
- Kim, Sebastian. . London: SCM Press. 2011. ISBN 978-0-334-04377-5.
- Marty, Martin E. . The Journal of Religion. 1974, 54 (4): 332–359. ISSN 0022-4189. JSTOR 1201828. doi:10.1086/486401.
- Stackhouse, Max L. . Theology Today. 1998, 54 (2): 165–179. ISSN 0040-5736. doi:10.1177/004057369705400203.
- Tracy, David. . London: SCM Press. 1981. ISBN 978-0-8245-0694-0.